# 鲁维尔 (瓦兹省)
鲁维尔（法語：Rouville，法語發音：[ʁuvil]）是法国瓦兹省的一个市镇，位于该省东南部，属于桑利斯区。

## 地理
鲁维尔（49°12'28"N, 2°52'21"E）面积7 平方千米，位于法国上法蘭西大區瓦兹省，该省份为法国北部内陆省份，北起索姆省，西接厄尔省和滨海塞纳省，南至塞纳-马恩省和瓦兹河谷省，东临埃纳省。
与鲁维尔接壤的市镇（或旧市镇、城区）包括：瓦卢瓦地区克雷皮、迪维、莱维尼昂、奥尔穆瓦维莱尔。

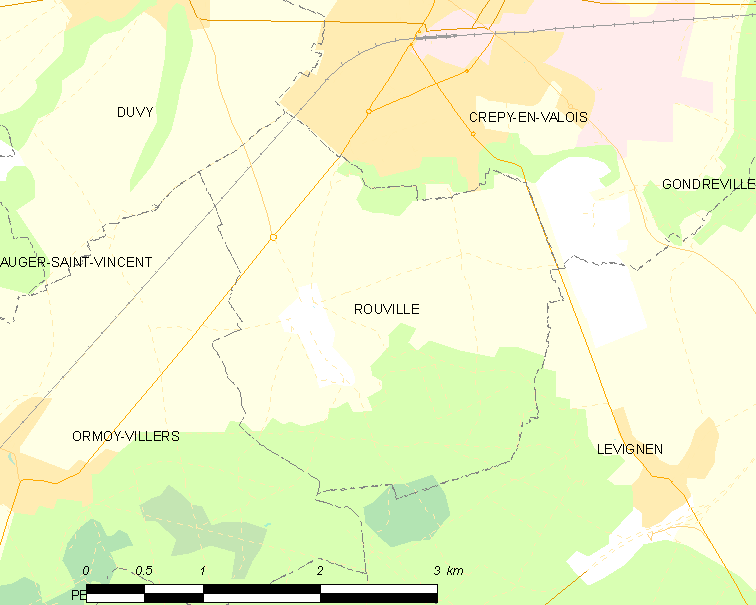
的OSM定位图

鲁维尔的时区为UTC+01:00、UTC+02:00（夏令时）。

## 行政
鲁维尔的邮政编码为60800，INSEE市镇编码为60552。

## 政治
鲁维尔所属的省级选区为楠特伊勒欧杜安县。

## 人口

1962-2008年间人口变化图示

鲁维尔于2022年1月1日时的人口数量为250人。